# José Augusto Celestino Soares
José Augusto Celestino Soares (Lisboa, 6 de dezembro de 1853 — Lisboa, 24 de dezembro de 1940) foi um oficial da Armada Portuguesa, chefe do Estado-Maior da Majoria General da Armada e bibliotecário da Escola Naval, que se notabilizou como investigador de assuntos navais, escritor e tradutor.

## Biografia
Nasceu em Lisboa, filho de José Pedro Celestino Soares, 1.º visconde de Leceia, e de sua esposa Salomé Cândida de Seixas Celestino Soares. Seguiu a carreira de oficial naval, tendo entre outros cargos sido chefe do Estado-Maior do Major General da Armada. Foi professor da Escola Naval, cuja biblioteca dirigiu. Dedicou-se à investigação de assuntos navais e à tradução de obras para a língua francesa.